# EIF3F
EIF3F‏ (Eukaryotic translation initiation factor 3 subunit F) هوَ بروتين يُشَفر بواسطة جين EIF3F في الإنسان.